# Auto-incompatibilité

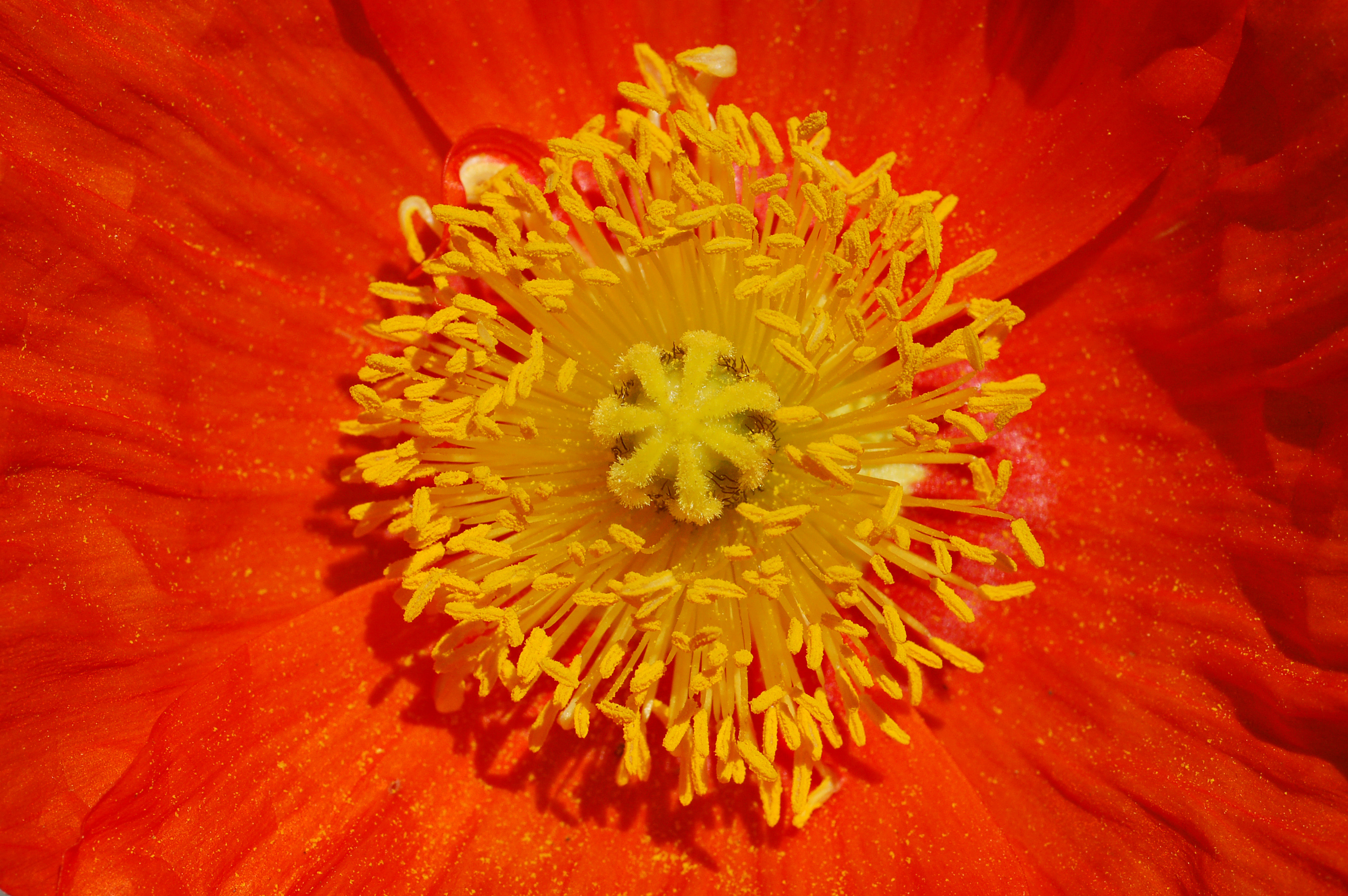
L'étude de l'auto-incompatibilité est basée sur les interactions pollen-pistil. Vue du stigmate et étamines de Papaver nudicaule.

Chez les Angiospermes, l’auto-incompatibilité est un mécanisme génétique qui empêche l’autofécondation dans une fleur, entre les fleurs d’une même plante, ou d’une plante génétiquement liée. Elle a été privilégiée chez certaines espèces pour favoriser la fécondation croisée et le brassage génétique. Elle ne doit pas être confondue avec des mécanismes physiques ou temporels génétiquement contrôlés qui empêchent l'autopollinisation, comme l'hétérostylie et l’hermaphrodisme successif (dichogamie).

## Génétique
L'auto-incompatibilité est contrôlée par un unique locus, le S-locus (S pour Self-incompatibility). Ce locus est hautement polymorphe ; le chou commun (Brassica oleracea) par exemple, possède plus de 100 allèles S différents (S1, S2, S3, etc). La réponse d'auto-incompatibilité est déclenchée lorsque les partenaires de croisement présentent le même allèle.   

### Auto-incompatibilité sporophytique

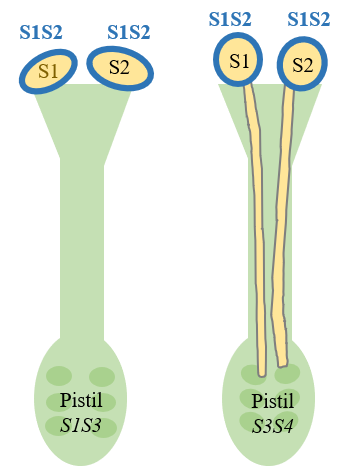
Auto-incompatibilité sporophytique

L'auto-incompatibilité sporophytique est déterminée par le génotype diploïde du parent, le sporophyte,  car le grain de pollen est entouré d'un manteau pollinique qui dérive des anthères. Si l'un des deux allèles S du sporophyte est exprimé dans le stigmate, le croisement est incompatible et le grain de pollen ne germe pas (pollen S1S2 avec pistil S1S3). L'auto-incompatibilité sporophytique est moins fréquente ; elle est présente chez les Asteraceae et les Brassicaceae.  
Chez les Brassicaceae, la réponse d'auto-incompatibilité est rapide (exprimée en minutes) et est localisée à la surface du stigmate, au niveau des papilles stigmatiques. Cette réponse n'induit pas la mort cellulaire du pollen incompatible mais elle empêche sa germination. La réponse d'auto-incompatibilité est médiée par l'interaction d'un récepteur transmembranaire à activité kinase (RLK), SRK (S-locus Receptor Kinase), exprimé dans les papilles stigmatiques et d'un ligand, SCR (S-locus Cysteine Rich), sécrété dans la couche extérieure du pollen. Lorsque le peptide SCR se lie à son récepteur SRK et qu’ils présentent tous deux le même allèle pour le locus S, la réponse d’auto-incompatibilité est déclenchée. SRK est alors autophosphorylé et la voie de transduction du signal conduisant au rejet du pollen est activée.  

### Auto-incompatibilité gamétophytique

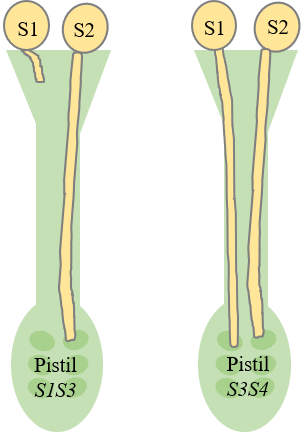
Auto-incompatibilité gamétophytique

L'auto-incompatibilité gamétophytique est déterminée par le génotype haploïde du pollen. Si l'allèle S du pollen correspond à l'un des deux allèles S exprimés dans les tissus stigmatiques diploïdes, le pollen est rejeté (pistil S1S3 avec pollen S1). L'auto-incompatibilité gamétophytique est très répandue et a été décrite dans plus de 60 familles de plantes, y compris les Solanaceae, Rosaceae et Papaveraceae. Dans ce système, les tubes polliniques incompatibles germent généralement mais leur croissance est inhibée dans le style avant qu'ils n'atteignent les ovules.
- Chez le Coquelicot (Papaver rhoaes), la réponse d'auto-incompatibilité est médiée par l'interaction d'un récepteur transmembranaire, PrpS (Papaver rhoaes pollen S), exprimé à la surface du pollen et d'un ligand, PrsS (Papaver rhoaes stigma S), sécrété dans les cellules stigmatiques. La liaison du ligand à son récepteur déclenche l'activation de la voie des MAPK et conduit à l'initiation de la mort cellulaire programmée[1].

- Chez plusieurs familles, telles que les Solanaceae, Rosaceae et Scrophulariaceae, l'auto-incompatibilité est basée sur l'action de ribonucléases non spécifiques, les S-locus ribonucléases (S-RNAses). Même si les S-RNAses ne sont pas spécifiques et dégradent diverses molécules d'ARN, elles dégradent exclusivement les molécules d'ARN présentes dans le pollen du soi lorsqu'elles sont excrétées dans la matrice extracellulaire des stigmates. Les S-RNAses possèdent deux régions hypervariables qui sont responsables de leur spécificité au niveau de l'allèle S. Si des tubes polliniques compatibles et incompatibles se développent dans le même style, seuls les tubes polliniques incompatibles sont arrêtés[1].

## Intérêts agronomiques

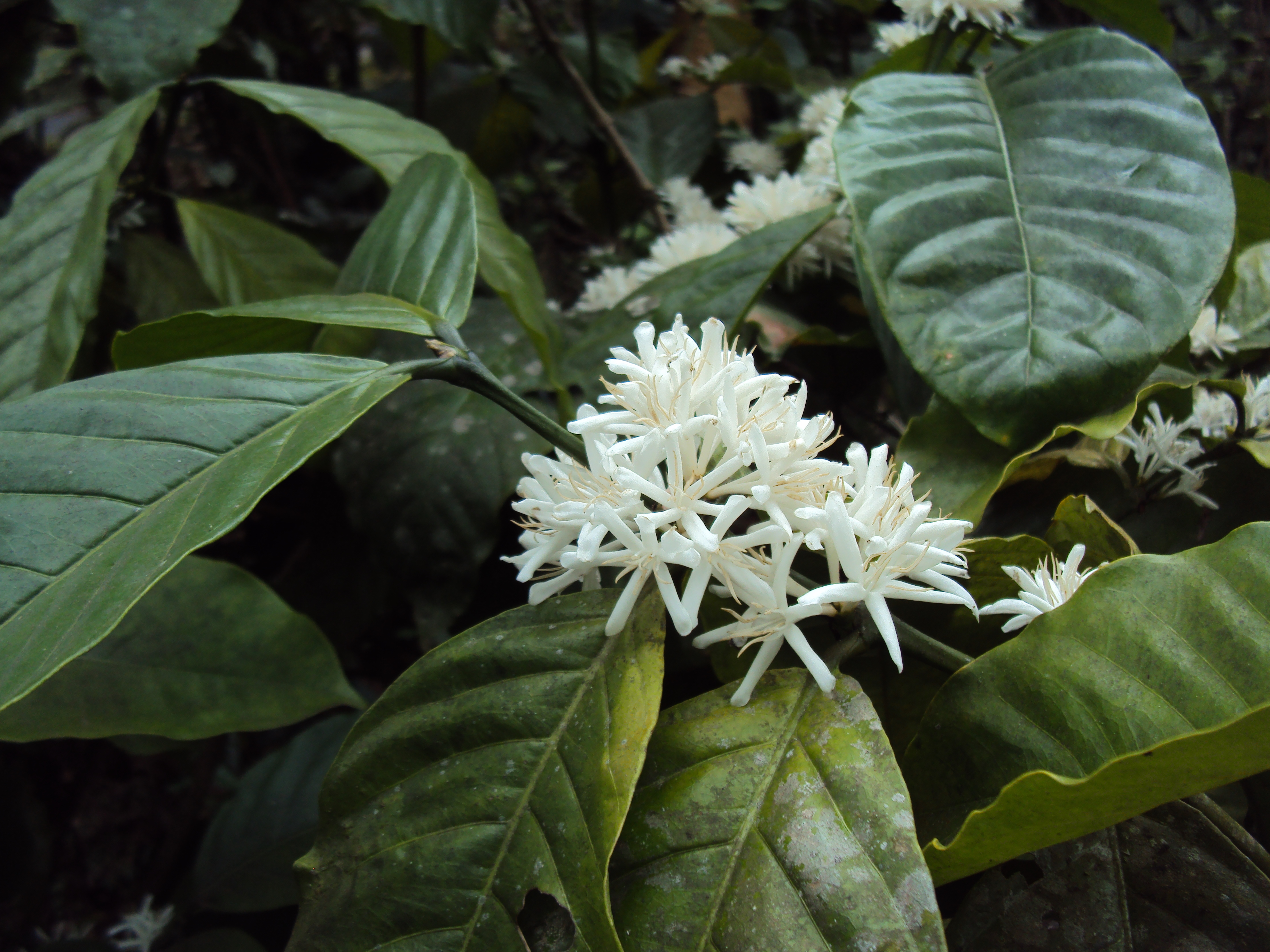
Coffea canephora, espèce auto-incompatible.

Le système d'auto-incompatibilité est présent chez environ 40 % des espèces d'Angiospermes, dont de nombreuses espèces cultivées importantes (colza, pomme de terre, olive, thé, café...). La plupart des variétés commerciales autocompatibles sont issues de mutations spontanées ou induites dans le locus S (Prunus). Dans certains cas, l'autopollinisation peut être souhaitable car elle permet d'obtenir des cultures plus uniformes. Le système d'auto-incompatibilité peut être privilégié pour obtenir des fruits sans graines (Citrus) ou pour éviter l'étape de pollinisation. L'auto-incompatibilité facilite également l'obtention de semences hybrides en évitant l'autofécondation du parent femelle (Brassica oleracea, Brassica rapa). 